# Арапеи
Арапеи (порт. Arapeí) — муниципалитет в Бразилии, входит в штат Сан-Паулу. Составная часть мезорегиона Вали-ду-Параиба-Паулиста. Входит в экономико-статистический микрорегион Бананал. Население составляет 2857 человек на 2006 год. Занимает площадь 155,707 км². Плотность населения — 18,3 чел./км².

## История
Город основан 19 мая 1991 года.

## Статистика
- Валовой внутренний продукт на 2003 составляет 11.731.827,00 реалов (данные: Бразильский институт географии и статистики).
- Валовой внутренний продукт на душу населения на 2003 составляет 4.269,22 реалов (данные: Бразильский институт географии и статистики).
- Индекс развития человеческого потенциала на 2000 составляет 0,716 (данные: Программа развития ООН).

## География
Климат местности: субтропический. В соответствии с классификацией Кёппена, климат относится к категории Cfb.